# Ricardo Melchior Navarro
Ricardo Melchior Navarro (Santa Cruz de Tenerife, Canarias, España, 18 de febrero de 1947) es un político español, presidente del Cabildo de Tenerife desde 1999 hasta 2013.

## Vida personal
Habla fluidamente, además de español, alemán e inglés. En la actualidad está casado y tiene dos hijos.

## Carrera profesional
Estudió Ingeniería Industrial en la Universidad de Navarra, continuando sus estudios de Ingeniería Economía y Construcción de Máquinas en la Escuela Técnica Superior de Aquisgrán (RWTH Aachen) Aquisgrán, Alemania. En 1977 regresó a la isla de Tenerife y directamente fue nombrado director de CAPSA, empresa encargada del Puerto de Tenerife, donde trabajó durante cuatro años. En 1981 asumió la jefatura de "Nuevas Energías" en la empresa eléctrica Unelco.
Su actividad política se inicia en 1987 con el acceso a la Vicepresidencia del Cabildo Cabildo de Tenerife, cargo que ha compaginado con los de consejero insular de Planificación y Desarrollo Económico (1987-1991), Agricultura y Desarrollo Económico (1991-1995) y Agricultura y Aguas (1995-1999). Se mantuvo en el cargo de vicepresidente hasta 1999 año en el que fue elegido Presidente del Cabildo al encabezar la lista de Coalición Canaria con 150 mil votos. En 2003 renovó el cargo tras obtener 170 mil votos en las elecciones autonómicas y locales de ese año. En 2007 tomó posesión, tras obtener 160 mil votos, de la presidencia por tercera Legislatura consecutiva. En 2011 volvió a acceder, por cuarta vez consecutiva, a la presidenta del cabildo, tras ganar las elecciones con 150.000 votos. Ha sido senador por la isla de Tenerife durante el mandato 2004-2008. En la actualidad es miembro de la Ejecutiva Insular y Nacional de Coalición Canaria (CC).
Desde que comenzó su carrera política ha trabajado en actividades de investigación, desarrollo y demostración de las energías renovables llevadas a cabo en todos los estados de la Unión Europea, con una participación activa en seminarios, congresos y conferencias relacionadas con dichas materias. Experto en investigación y desarrollo (I+D) de la Unión Europea, también es miembro del Comité Científico del Instituto de Energía Solar de Alemania y fundador del Consejo Solar Europeo (Club de París), las Comunidades de Europa para las Energías Renovables (CERE) y la Agencia Europea de Energías Renovables y presidente del Patronato del parque nacional del Teide.
Sobresale su nombramiento como doctor honoris causa en Ciencias por la Universidad Nacional de Irlanda, en el campo de las energías renovables, distinción que le fue entregada el 10 de mayo de 2002 en el University College de Cork.
En septiembre de 2003, el presidente de la República Francesa lo distinguió con la condecoración de Caballero de la Orden Nacional del Mérito (Chevalier Dans L´ Ordre National du Mérite) en reconocimiento a su trayectoria a la hora de promover el progreso social y ciudadano. En enero de 2004, el gobernador del Estado Miranda (Venezuela) le concedió la Orden Francisco de Miranda (Primera clase). En 2005, la Familia Real de Dinamarca le nombró Embajador en España de Hans Christian Andersen (1805-1875) con motivo del bicentenario del nacimiento del escritor danés. En junio de este año (2011), le ha sido concedida la condecoración de Comendador de la Orden Nacional del Mérito Francés.
El Gobierno de Canarias, mediante Decreto 330/2015, de 4 de septiembre, dispuso su nombramiento como Presidente de la Autoridad Portuaria de Santa Cruz de Tenerife. (2015-2018).

## Devolución del Patrimonio Canario
Mientras estaba en el cargo como presidente del Cabildo de Tenerife, Melchior encabezaba un movimiento orientado a devolver a Tenerife muchos antiguos objetos guanches que se encuentran en colecciones en distintas partes del mundo. En 2003 logró llegar a un acuerdo con la ciudad de Necochea (Argentina) para transitar la devolución de dos momias guanches que fueron sacadas en circunstancias no del todo aclaradas del archipiélago. También trabajó para que el Museo Nacional de Antropología de Madrid, devuelva a Tenerife otra momia guanche, que actualmente se encuentra en el Museo Arqueológico Nacional.

## Reconocimientos
- Ricardo Melchior fue pregonero de las fiestas de la Patrona de Canarias, la Virgen de Candelaria en 1999.[12]